# Batalha de Alexandria (30 a.C.)
A Batalha de Alexandria foi travada em 31 de julho de 30 a.C. entre as forças de Otaviano e as de Marco Antônio durante a Última Guerra Civil da República Romana. Apesar das inúmeras deserções em suas forças, o habilidoso general Marco Antônio quase conseguiu derrotar as forças de Otaviano. Porém, ele acabou derrotado num segundo ataque em agosto e o Egito ptolemaico foi anexado pela República Romana.

## Antecedentes

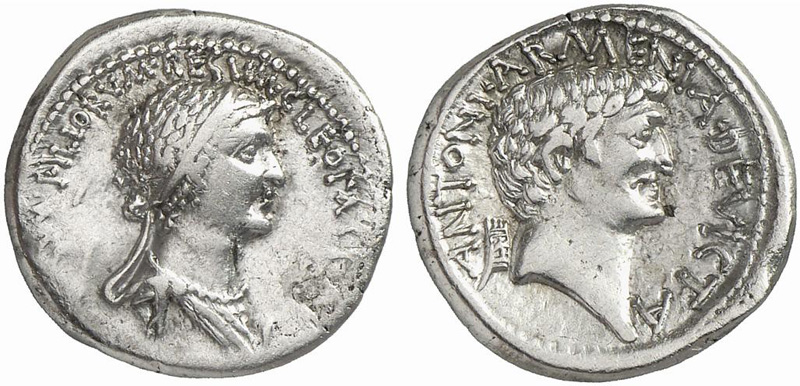
Denário com efígie de Marco Antônio e Cleópatra

A batalha de Ácio de 2 de setembro de 31 a.C. representou um considerável revés para Marco Antônio. Com exceção das quatro legiões deixadas em Cirene sob o comando de Lúcio Pinário Escarpo para proteger o Reino Ptolemaico, a maior parte de suas forças foi destruída na Grécia. Desesperado, resolveu direcionar o restante de sua frota para Paretônio, para juntar-se a Pinário, porém sofreu outro revés com a deserção do último às forças de Otaviano. Sem recursos, Marco Antônio voltou para Alexandria.
No Egito, Cleópatra, que havia chegado antes de Antônio e começou a perseguir todos os nobres que eventualmente pudessem representar alguma ameaça à sua autoridade. Concomitantemente, Marco Antônio realizou um amplo programa diplomático no Oriente com intuito de manter suas alianças com os reis locais e, por conseguinte, evitar novas deserções, mas fracassou e a Ásia Menor praticamente passou para as mãos de Otaviano.
Nesse meio tempo, Otaviano, depois passar rapidamente pela Itália, preparou uma grande expedição ao Egito para encerrar o conflito. Zarpando do mar Jônico, as tropas de Otaviano alcançaram o Egito em julho. Para ele, a melhor estratégia seria um movimento de pinça: enquanto ele próprio atacaria pelo oriente, Cornélio Galo e Pinário atacariam pelo ocidente. Marco Antônio, estranhamente, optou por atacar a força ocidental, mas fracassou, o que permitiu que Otaviano conquistasse a cidade de Pelúsio sem nenhuma dificuldade. Dali, Otaviano marchou para Alexandria, alcançando-a em 31 de julho.

## Batalha
Em 31 de julho, uma batalha de cavalaria ocorreu nas proximidades da cidade e terminou com uma pequena vitória para Marco Antônio. Durante a noite do mesmo dia, segundo as fontes, uma misteriosa música divina ecoou e os romanos avistaram o deus Dionísio partindo de Alexandria. Aparte dos elementos fantasiosos, é provável que a história seja uma referência ao costume do evocatio dos romanos. No dia seguinte, Otaviano lançou um segundo ataque, e a cidade caiu. Durante o confronto, tanto a frota como a infantaria de Marco Antônio desertaram. Antônio se lançou sobre sua própria espada e foi levado por seus soldados para Alexandria, onde morreu nos braços de Cleópatra. A rainha egípcia morreu nove dias depois, supostamente pela mordida venenosa de uma víbora ou por veneno.
Com a derrota de seus inimigos, Otaviano entrou em Alexandria sem resistência, e num cuidadoso discurso, anunciou o perdão da cidade. Entretanto, o tesouro local foi confiscado e vários indivíduos proeminentes foram assassinados, notadamente Cesarião, filho de Júlio César e Cleópatra, Marco Antônio Antilo, filho mais velho de Antônio com Fúlvia, Cássio Parmenis, o último assassino vivo de César, e Públio Canídio Crasso, o general antonino da batalha de Áccio.

## Eventos posteriores
Otaviano reconheceu imediatamente o valor de manter o Egito e anexou-o como a nova província romana do Egito. Depois da anexação do reino, todos os oficiais romanos enviados para lá eram da ordem equestre e nenhum senador poderia visitar a província sem autorização pessoal de Otaviano. Aos trinta e três anos, Otaviano finalmente conquistou o controle indiscutível do mundo romano, um desejo acalentado por ele por quatorze anos de guerras civis depois do assassinato de Júlio César, seu pai adotivo. Para isto, ele foi responsável por mortes, destruição, confiscos e miséria numa escala sem precedentes até então.